# Harefa
Harefa is een bestuurslaag in het regentschap Nias Utara van de provincie Noord-Sumatra, Indonesië. Harefa telt 510 inwoners (volkstelling 2010).